# 两头蛇科
两头蛇科（学名：Calamariidae）是爬行纲有鳞目游蛇总科下的一个科，原为游蛇科下的一个亚科(铁线蛇亚科 Calamariinae)，2019年提升为科。